# 코트디부아르의 국기

코트디부아르의 국기 비율 2:3

코트디부아르의 국기는 1959년 12월 4일에 제정되었다. 주황색, 하얀색, 초록색 세로 줄무늬로 구성되어 있다.
주황색은 북부에 있는 사바나 지대, 하얀색은 평화, 초록색은 남부에 있는 산림 지대를 뜻한다. 아일랜드의 국기와는 색 배치가 반대이다.

## 색상
| 색상 | 주황                | 하양                  | 초록               |
| ---- | ------------------- | --------------------- | ------------------ |
| RGB  | 247–127–0 (#F77F00) | 255–255–255 (#FFFFFF) | 0–158–96 (#009E60) |

## 같이 보기
- 코트디부아르의 국장